# Оксанина
Оксáнина — село в Україні, у Бабанській селищній громаді Уманського району Черкаської області.  Населення — 976 осіб.

## Географія
В селі бере початок річка Небелівка, ліва притока Ятрані.

## Історія
В книзі «Археологічна мапа Київської губернії» 1895 року, автором якої є Володимир Антонович, зазначено, що в селі Оксанина є 5 курганів.
В книзі «Сказання про населені місцевості Київської губернії» Похилевича 1864 року вказано, що Оксанина — село на рівному місці при ручаї Небелівці, який бере початок на полях села. Всього мешканців 1686; католиків та євреїв 30; землі має 4073 десятини. Церква дерев'яна во ім'я Воздвиження Чесного Хреста Господнього, збудована в 1854 році. Тодішня минула кам'яна церква, збудована наприкінці XVIII століття, розвалилася у 1833 році через поганого не стійкого матеріалу, з якого була збудована (імовірно розібрана і перебудована з католицької церкви на православний лад). Дзвіниця також зведена у 1854 році. В її нижньому ярусі влаштована тепла церква во ім'я святителя Миколая. По штатах числиться 4 класом; землі має 38 десятин. До неї зачислено того ж володіння село Текієвка (Станіславчик).

## Населення

### Мова
Розподіл населення за рідною мовою за даними перепису 2001 року:
| Мова       | Відсоток |
| ---------- | -------- |
| українська | 97,86 %  |
| російська  | 1,58 %   |

## Відомі особи
Уродженці села:
- Лобода Тимофій Тимофійович (* 10 липня 1922) — Герой Радянського Союзу[3]
- Поліщук Петро Миколайович (нар. 4 березня 1952) — український поет.
- Черняховський Іван Данилович (* 1906) — двічі Герой Радянського Союзу (в селі є музей імені Івана Черняховського)[4].
- Пуришкевич Василь Васильович (1800—1882) — настоятель Кишинівського Різдвяного кафедрального собору, дід монархіста Володимира Митрофановича Пуришкевича.
- Залеська-Мазуровська Ядвіга Феліксовна (уроджена Івановська, пол. Jadwiga Zaleska-Mazurowska) (1879—1944) — польська піаністка[5] [Архівовано 1 серпня 2020 у Wayback Machine.]